# Lucy Wills
Pour les articles homonymes, voir Wills.
 (mai 2019).
Lucy Wills est une hématologue anglaise, née le 10 mai 1888 à Royal Sutton Coldfield et morte le 26 avril 1964.
Elle se rend en Inde afin d'enquêter sur une forme sévère d'anémie affectant les ouvrières enceintes de l'industrie textile à Bombay. Suspectant la sous-alimentation d'en être la cause, elle découvre ce qui est connu comme le Wills Factor, lorsque la santé d'un singe de laboratoire s'améliore après s'être fait nourrir de Marmite, aliment à base d'extrait de levure. Des recherches ultérieures démontrèrent qu'il s'agissait d'acide folique, ingrédient désormais recommandé de nos jours aux mères enceintes à travers le monde afin de lutter contre l'anémie macrocytaire.

## Biographie

### Origines familiales
Lucy Wills nait le 10 mai 1888 à Sutton Coldfield, elle est la fille de William Leonard Wills (1858-1911), diplômé en sciences de l'Owens Collège à Manchester et de Gertrude Annie Wills née Johnston (1855-1939), fille du médecin James Johnston. 
Son père est particulièrement intéressé par la botanique, la zoologie, la géologie et les sciences naturelles en général, ainsi que par le développement de la science de la photographie. Son frère, Leonard Johnston Wills, est universitaire, professeur à l'université de Birmingham.
Son arrière-grand-père, William Wills, est avocat non-conformiste, et collabore avec la British Science Association avec des articles sur la météorologie notamment. Son grand-oncle, Alfred Wills est connu comme juge et alpiniste. Le grand-père de Lucy dirige une entreprise d’outillage de pointe à Nechells, AW Wills & Son, qui fabriquait des instruments tels que des faux et des faucilles, puis le père de Lucy prend sa succession.

### Éducation
Wills grandit dans la région de Birmingham, d'abord à Sutton Coldfield, puis à partir de 1892 à Barnt Green, au sud de la ville. Elle commence ses études dans une école privée locale, l'école Tanglewood. En septembre 1903, Wills poursuit ses études secondaires au Cheltenham Ladies' College, l'un des premiers pensionnats britanniques à former des étudiantes en sciences et en mathématiques, rejoignant sa sœur aînée, Edith Wills.
En septembre 1907, Lucy Wills commence ses études au collège pour femmes Newnham College, à Cambridge. Elle est fortement influencée par le botaniste Albert Charles Seward et par le géologue Herbert Henry Thomas qui a travaillé sur la paléobotanique carbonifère. Bien qu’elle ait été autorisée à passer les examens de l’Université de Cambridge à l’époque, elle n’était pas éligible en tant que femme pour recevoir un diplôme de Cambridge.
Lucy Wills perd successivement son père, en février 1911 et sa sœur aînée Edith, en 1913. Plus tard cette année-là, Lucy Wills et sa mère se rendent à Ceylan, où ils rendent visite à des parents et à des amis. En 1914, elle voyage en Afrique du Sud avec son frère Gordon, où une de ses amies de Newnham College, Margaret Hume, enseigne la botanique au South African College. Lorsque la Première Guerre mondiale se déclare, Lucy Wills passe quelques semaines comme infirmière volontaire dans un hôpital du Cap, puis elle rentre en Angleterre.

### Carrière médicale
En janvier 1915, Lucy Wills s’inscrit à la London School of Medicine for Women du Royal Free Hospital, la première école anglaise ouverte aux étudiantes en médecine. Son intention était de se spécialiser en psychiatrie, car elle s'intéressait aux théories de Freud, mais au cours de ses études, elle est finalement plus attirée par la biologie médicale et chimique.
Elle obtient son diplôme de médecin en 1920, avec le titre de licenciée du Collège royal de médecine de Londres décerné en mai 1920 et les diplômes de Bachelor en médecine et de chirurgie de l'université de Londres décernés en décembre 1920.
Elle travaille quelque temps dans le laboratoire de chimie pathologique du Royal Free Hospital, qui était alors peu actif. À cette époque, les examens biochimiques étaient encore peu demandés par les équipes soignantes, et il fallait les solliciter pour demander des prélèvements à analyser.
Aussi quand l'Indian Medical Service propose un poste de recherches à Bombay, sur l'anémie de grossesse survenant chez les ouvrières de l'industrie textile, elle saisit cette occasion d'utiliser ses capacités. C'est à Bombay et à Coonoor qu'elle publie, à partir de 1930, une série d'études remarquables mettant en évidence une carence d'un Wills factor, reconnu plus tard comme l'acide folique.
Au début de la seconde guerre mondiale, Wills retourne en Grande-Bretagne où elle reprend ses fonctions au Royal Free Hospital. Elle met fin à sa carrière hospitalière en 1947, en continuant à s'intéresser à la nutrition médicale par des travaux en Afrique du Sud et aux îles Fidji. Pour sa retraite, elle achète une maison à Chelsea, dont elle devient une représentante travailliste au conseil communal.
Lucy Willis aimait la nature, le monde des plantes, et les jardins botaniques. Excursionniste en montagne, elle était skieuse et pratiquait l'escalade.

## Travaux
En 1929-1931, Lucy Wills décrit d'abord, dans une maternité de Bombay, une affection osseuse (ostéomalacie) des musulmanes enceintes. Il s'agissait de femmes vivant dans les conditions du Purdah, avec ségrégation physique et peu d'exposition à la lumière solaire. Elle montre qu'il s'agit d'une carence en vitamine D,.
En 1931, elle découvre aussi que certaines anémies sévères de grossesse touchant des ouvrières du textiles (anémie macrocytaire tropicale, ressemblant à l'anémie pernicieuse) sont curables par un extrait de foie, ou un extrait de levure entrant dans la composition de Marmite, une pâte à tartiner.
Elle montre ensuite que cette anémie se retrouve dans d'autres populations caractérisées par un régime alimentaire monotone, dépourvu de fruits et légumes verts, d'où l'existence d'un facteur ou substance essentielle encore inconnue, le Wills factor.
Ultérieurement, ce nutriment sera identifié et nommé comme acide folique (vitamine B9) ou folacine dont les dérivés constituent un groupe de molécules appelles folates. Cette appellation de folique et de folate, datant de 1941, vient du fait de leur abondance dans les feuilles d'épinards.